# Metropolia di Eraclea

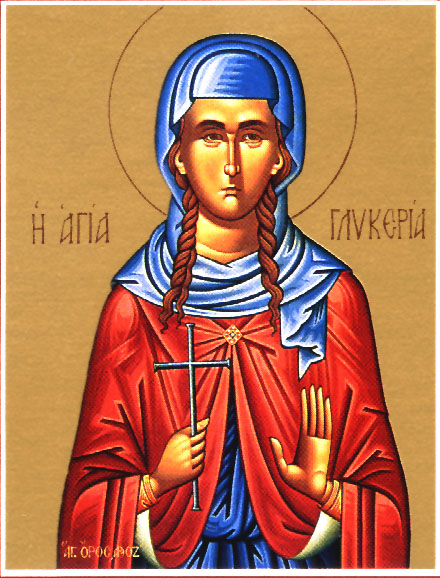
Santa Gliceria, venerata a Eraclea fin dal IV secolo.

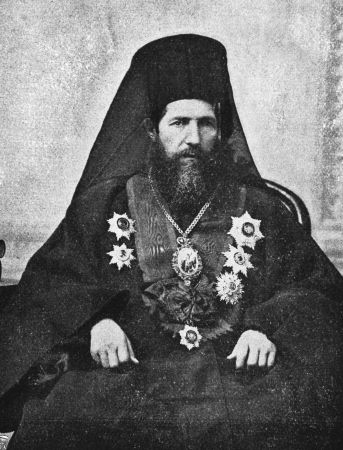
Gregorio Kalliades, ultimo metropolita residente di Eraclea.

La metropolia di Eraclea (in greco Ιερά Μητρόπολις Ηρακλείας?, Iera Mitropolis Irakleias) è una diocesi soppressa del patriarcato di Costantinopoli.

## Storia
Eraclea di Europa, la greca Perinthos, corrispondente alla città di Marmara Ereğlisi (o Ereğlisi) nell'odierna Turchia, è l'antica sede metropolitana della provincia romana di Europa nella diocesi civile di Tracia e nel patriarcato di Costantinopoli.
La diocesi fu eretta nel I secolo e nel secolo successivo fu elevata al rango di sede metropolitana. L'importanza di questa sede fu tale che, nei primi secoli, la diocesi di Bisanzio (la futura Costantinopoli) le era suffraganea. L'antichità della sede di Perinto-Eraclea e la sua preminenza su Bisanzio favorì l'usanza, già attestata nell'XI secolo e codificata nel XIV secolo, che fossero i metropoliti di Eraclea a consacrare vescovo il nuovo patriarca, oppure a consegnargli il pastorale nel caso che fosse già vescovo. Questa tradizione si è mantenuta fino al Novecento.
Nel 177 circa a Eraclea soffrì il martirio santa Gliceria, il cui culto a Eraclea è attestato fin dal IV secolo. Sono ricordati nei sinassari greci altri santi la cui memoria è legata a Perinto, città che prese il nome di Eraclea nella seconda metà del III secolo: santa Sebastiana, sant'Apelle vescovo, san Marciano, i santi Eutichio, Edisto, Teodoto e Demetrio, e ancora i santi vescovi Domizio e Filippo.
La sede è documentata in tutte le Notitiae Episcopatuum del patriarcato di Costantinopoli fino al XV secolo, generalmente al 3º posto fra le metropolie patriarcali dopo Cesarea e Efeso. Il numero delle diocesi suffraganee varia da un minimo di 5 ad un massimo di 17. Nella Notitia attribuita all'imperatore Leone VI e datata all'inizio X secolo sono elencate queste suffraganee: Teodoropoli, Rodosto, Panio, Chersoneso (chiamata anche Esamilio), Callipoli, Peristasi, Cariopoli, Calcide, Daonio, Madito, Pamfilo, Medea, Lizico, Sergenza, Metre, Zorolo e Atira. Altre suffraganee erano già scomparse nel X secolo, tra queste le sedi di Cela e di Sabadia. Alla provincia di Europa appartenevano anche diverse arcidiocesi autocefale, ossia sedi non dipendenti dai metropoliti di Eraclea, ma soggetti direttamente al patriarca; tra queste si ricordano le arcidiocesi di Bizia, Arcadiopoli, Selimbria, Apro, Drizipara, Garella e di Derco.
All'inizio del XIII secolo i crociati fondarono l'Impero latino di Costantinopoli e ovunque furono erette diocesi di rito latino in sostituzione di quelle di rito bizantino. Anche Eraclea divenne un'arcidiocesi latina, di cui sono noti alcuni vescovi tra il 1208 e il 1253. In questo periodo non sono noti metropoliti greci di Eraclea.
Con la riconquista della città ad opera di Michele Paleologo fu ristabilito il rito bizantino. Dopo l'occupazione ottomana della regione (XV secolo), il numero delle suffraganee di Eraclea diminuì, o perché soppresse o perché elevate al rango di metropolia: sono ancora attestate 6 suffraganee nel XV secolo, 4 nel 1694, 3 nel 1840 e 2 nel 1901. L'ultima suffraganea di Eraclea fu quella di Miriofito e Peristasi, elevata al rango di metropolia nel 1909.
Nel 1702 la diocesi di Rodosto fu soppressa ed unita ad Eraclea; fino all'Ottocento i metropoliti ebbero il doppio titolo di "vescovi di Eraclea e Rodosto". Nel 1726 la sede dei metropoliti fu trasferita a Rodosto, oggi Tekirdağ, a 40 km. circa ad ovest di Eraclea.
Nel 1908 la metropolia contava 95.000 fedeli, 103 chiese, 176 preti e 91 scuole con 7.000 alunni.
A seguito del trattato di Losanna, per porre fine alla guerra greco-turca, nel 1923 fu attuato uno scambio di popolazioni tra Grecia e Turchia che portò alla totale estinzione della presenza cristiana ortodossa nel territorio della metropolia di Eraclea.
Con la fine della presenza cristiana ortodossa a Eraclea e nel suo territorio (1923), il patriarcato ecumenico di Costantinopoli ha iniziato ad attribuire il titolo di Eraclea a metropoliti non residenti. L'ultimo titolare è stato Fozio Savvaidis, già metropolita di Imbro e Tenedo, morto il 24 giugno 2007.

## Cronotassi

### Periodo romano e bizantino
- San Domizio † (al tempo di Antonino Pio)
- San Filippo †[10]
- Sant'Eutichio † (III secolo)[11]
- Fedrio † (menzionato nel 325)
- Teodoro I † (prima del 335 - dopo il 351)
- Ipaziano † (prima di maggio 359 - circa 365 deposto)
- Doroteo † (366 - dopo il 376)[12]
- Sabino †
- Paolo † (prima del 394 - dopo il 403)[13]
- Serapione † (circa 404 deposto)
- Eugenio † (dopo il 20 giugno 404 - ?)
- Fritila † (menzionato nel 431)
- Leone † (tra il 432 e il 449)
- Ciriaco † (prima del 449 - dopo il 451)
- Giovanni I † (prima del 458[14] - dopo il 459[15])
- Teofilo † (prima del 518 - dopo il 520)
- Costantino I † (menzionato nel 536)
- Megezio † (menzionato nel 553)
- Anonimo † (verso la fine del VI secolo)
- Sisinnio † (prima del 680 - dopo il 681)
- Anonimo † (menzionato nel 753)
- Leone I † (prima del 787 - dopo l'806)
- Costantino II † (prima metà del IX secolo)[16]
- Ignazio I † (? - 13 giugno 854 deceduto)[16]
- Niceforo I † (tra l'847 e l'858)[16]
- Giovanni II † (prima dell'861 - dopo l'880) (sostenitore di Fozio)[16]
- Giovanni III † (menzionato nell'879) (sostenitore di Ignazio)[17]
- Nicola I † (circa IX/X secolo)[16]
- Demetrio † (circa 902 - giugno 912 deposto)[16]
- Fozio † (giugno 912 - prima di febbraio 914 deposto)[16]
- Giovanni IV † (prima metà del X secolo)[16]
- Anastasio † (prima del 920 - circa 946 deceduto)[16]
- Niceforo II † (menzionato nel 956)
- Cirillo I †[18]
- Giovanni V † (menzionato nel 997)
- Arsenio † (menzionato dopo il 997)[16]
- Nicola II † (circa XI secolo)[16]
- Leonzio † (circa XI secolo)[16]
- Michele I † (circa XI secolo)[16][19]
- Melezio I † (prima di maggio 1030 - dopo aprile 1032)[16]
- Teodoro II † (circa metà dell'XI secolo)[16]
- Anonimo † (menzionato nel 1066 e nel 1067)
- Teofilo † (prima del 1071 - dopo il 1084)[16]
- Niceta I † (circa maggio 1117 - ? deceduto)[16]
- Basilio † ?[16]
- Anonimo (Pietro?) † (menzionato nel 1143)
- Pietro † (prima del 1147 - dopo il 1157)[16]
- Michele II † (prima di settembre 1161 - dopo novembre 1171)[16]
- Teodoro III Kritopoulos † (prima del 1177 - febbraio 1189 dimesso)[16]
- Manuele † (prima di novembre 1191 - dopo gennaio 1192)[16]
- Niceta II † (prima del 1259 - dopo il 1261 deceduto)
- Leone II Pinakas † (1265/1266 - fine estate 1281 deceduto)
- Gerasimo I † (marzo/aprile 1283 - dopo giugno 1289)
- Andrea † (menzionato nel 1294)
- Cristodulo † ?
- Anonimo † (menzionato nel 1310)
- Giovanni VI † (prima del 1315 - dopo il 1318)
- Anonimo † (documentato dal 1335 al 1341)
- Filoteo Kokkinos † (maggio 1347 - inizio settembre 1353 eletto patriarca di Costantinopoli)
- Metrofane † (menzionato nel 1355)
- Giuseppe I † (documentato dal 1370 al 1390)
- Anonimo † (documentato dal 1392 al 1399)
- Teofane I † (autunno 1399 - ?)
- Anonimo † (menzionato nel 1403)
- Antonio † (prima del 1409 - dopo il 1450)

### Periodo ottomano e turco
- Anonimo † (menzionato nel 1454)
- Manuele † (prima del 1456 - dopo il 1462)
- Galakzio † (prima del 1474 - inizio del 1475 deceduto)
- Melezio II † (menzionato nel 1480)
- Callisto † (prima del 1484 - dopo giugno 1498)
- Giuseppe II † (menzionato a maggio 1499)
- Teodosio † (documentato nel 1501 e nel 1502)
- Matteo † (menzionato a maggio 1541)
- Cirillo II † (prima di dicembre 1541 - dopo il 1565)
- Gerasimo II † (documentato nel 1574 e nel 1575)
- Teofane II † (menzionato nel 1575)
- Macario † (menzionato nel 1580 circa)
- Dionisio I † (menzionato a maggio 1583)
- Gerasimo III † (documentato da luglio 1583 al 1590)
- Dionisio II † (menzionato nel 1593)
- Germano I † (menzionato nel 1613)
- Ilarione Gradenigos † (circa 1613-1616)
- Bartolomeo I † (menzionato nel 1617)
- Timoteo † (? - 2 febbraio 1622 deceduto)
- Neofito I † (2 febbraio 1622 - dopo maggio 1635 deposto)
- Geremia † (dopo maggio 1635 - dopo maggio/giugno 1636 deposto)
- Gioannichio I † (luglio/agosto 1636 - dopo settembre 1638 deposto)
- Geremia † (? - circa luglio 1639 eletto metropolita di Proconneso) (per la seconda volta)
- Gioannichio I † (circa luglio 1639 - 16 novembre 1646 eletto patriarca di Costantinopoli) (per la seconda volta)
- Metodio I † (17 dicembre 1646 - 5 gennaio 1668 eletto patriarca di Costantinopoli)
- Bartolomeo II † (prima del 1672 - dopo novembre 1678)
- Ieroteo † (menzionato ad aprile 1681)
- Bartolomeo III † (menzionato a maggio 1681)
- Sofronio † (menzionato nel 1688)
- Bartolomeo IV † (menzionato nel 1690)[20]
- Neofito II † (prima di marzo 1692 - 1711 deceduto)[21]
- Atanasio † (prima di ottobre 1711 - 1714 deceduto)
- Callinico I † (menzionato a marzo 1714)
- Gennadio † (circa 1715 - agosto/ottobre 1718 deceduto)
- Callinico II † (agosto/ottobre 1718 - 19 novembre 1726 eletto patriarca di Costantinopoli)
- Gerasimo IV † (prima di ottobre 1727 - 6 novembre 1760 dimesso)
- Metodio II Manoles † (6 novembre 1760 - novembre 1794 dimesso)
- Melezio III † (novembre 1794 - 19 settembre 1821 dimesso)
- Ignazio II † (settembre/novembre 1821 - luglio 1830 deceduto)
- Dionisio III † (luglio 1830 - prima di luglio 1848 deceduto)
- Panareto † (19 ottobre 1848 - 9 maggio 1878 deceduto)
- Gioannichio II † (12 maggio 1878 - 25 gennaio 1879 deceduto)
- Gregorio I Paulides † (27 gennaio 1879 - 3 febbraio 1888 deceduto)
- Germano II Kavvakopoulos † (5 febbraio 1888 - 10 maggio 1897 eletto metropolita di Calcedonia)
- Ieronimo Gorgias † (13 maggio 1897 - 22 maggio 1902 eletto metropolita di Nicea)
- Gregorio II Kalliades † (24 maggio 1902 - 25 giugno 1925 deceduto)
- Filareto Vafidis † (21 febbraio 1928 - 12 ottobre 1933 deceduto)
- Beniamino Georgiades † (21 ottobre 1933 - 18 gennaio 1936 eletto patriarca di Costantinopoli)
- Fozio Savvaidis † (5 settembre 2002 - 24 giugno 2007 deceduto)